# Dejan Todorović
Dejan Todorović (in serbo Дејан Тодоровић?; Mrkonjić Grad, 29 maggio 1994) è un cestista bosniaco con cittadinanza serba di formazione spagnola.

## Palmarès
- Basketball Champions League: 1

Canarias: 2021-2022